# Anthony Newley
Anthony George Newley (24. září 1931 – 14. dubna 1999) byl anglický herec, zpěvák a textař.

## Hudba
Svou kariéru začal jako vokalista v roce 1959 s písní „I’ve Waited So Long“, který se umístil na žebříčku britských hitparád nečekaně vysoko (3. místo) a byl použit ve filmu „Idol On Parade“. Dále následovaly hity jako „Personality“, „Why“, „Do You Mind?“ a jiné.
V roce 1963 vyhrál cenu Grammy za píseň roku s písní „What Kind of Fool Am I?“
Mezi jeho další, neméně známé hity patří ústřední píseň z filmu Goldfinger s Jamesem Bondem, podílel se i na soundtracku z filmu Karlík a továrna na čokoládu. Hrál i ve spoustě filmů.

## Singly
- 1959 "I've Waited So Long" / "Sat'day Night Rock-a-Boogie" (Decca F11127, UK No. 3)
- 1959 "Idle On Parade" / "Idle Rock-A-Boogie" (Decca F11137)
- 1959 "Personality" / "My Blue Angel" (Decca F11142, UK No. 6)
- 1959 "Someone to Love" / "It's All Over" (Decca F11163)
- 1960 "Why" / "Anything You Wanna Do" (Decca F11194, UK No. 1)
- 1960 "Do You Mind" / "Girls Were Made to Love And Kiss" (Decca F11220, UK No. 1)
- 1960 "If She Should Come to You" / "Lifetime of Happiness" (Decca F11254, UK No. 4)
- 1960 "Strawberry Fair" / "A Boy Without a Girl" (Decca F11295, UK No. 3)
- 1961 "And the Heavens Cried" / "Lonely Boy and Pretty Girl" (Decca F11331, UK No. 6)
- 1961 "Pop Goes the Weasel" / "Bee Bom" (Decca F11362, UK No. 12)
- 1961 "What Kind of Fool Am I?" / "Once In A Lifetime" (Decca F11376, UK No. 36)
- 1962 "D-Darling" / "I'll Walk Beside You" (Decca F11419, UK No. 25)
- 1962 "That Noise" / "The Little Golden Clown" (Decca F11486, UK No. 34)
- 1963 "There's No Such Thing As Love" / "She's Just Another Girl" (Decca F11636)
- 1963 "The Father of Girls" / "I Love Everything About You" (Decca F11767)
- 1964 "Tribute" / "Lament to a Hero" (Decca F11818)
- 1964 "Solitude" / "I'll Teach You How to Cry" (Decca F11883)
- 1966 "Why Can't You Try to Didgeridoo" / "Is There a Way Back to Your Arms" (RCA RCA1518; RCA 47-8785)
- 1966 "Moogies Bloogies" (recorded with Delia Derbyshire) [unreleased demo]
- 1967 "Something In Your Smile" / "I Think I Like You" (RCA RCA1637)
- 1968 "I'm All I Need" / "When You Gotta Go" (MCA MU1061)
- 1968 "Sweet November" (Warner Bros. Records 7174)

## EPs
- 1959 "Idle On Parade" - "I've Waited So Long" / "Idle Rock-a-boogie" / "Idle On Parade" / "Sat'day Night Rock-a-Boogie" (Decca DFE6566, UK #13)
- 1960 "Tony's Hits" - "Why" / "Anything You Wanna Do" / "Personality" / "My Blue Angel" (Decca DFE6629)
- 1960 "More Hits from Tony" - "If She Should Come To You" / "Girls Were Made to Love and Kiss" / "Do You Mind" / "Lifetime of Happiness" (Decca DFE6655)
- 1961 "This Time the Dream's On Me" - "Gone with the Wind" / "This Time the Dream's On Me" / "It's The Talk of the Town" / "What's The Good About Goodbye?" (Decca DFE6687)

## Alba (studiová)
- 1955 Cranks (HMV CLP1082)(Original London Cast)
- 1960 Love is a Now and Then Thing (Decca LK4343; London LL3156, UK #19)[9]
- 1961 Tony (Decca LK4406; London PS244)[9]
- 1964 In My Solitude (Decca LK4600, RCA Victor LSP-2925 )
- 1965 Who Can I Turn To? (RCA Victor LPM-3347 [Mono]; RCA Victor LSP-3347 [Stereo])
- 1966 Who Can I Turn To? (RCA Victor 7737 [Mono]; RCA Victor 7737 [Stereo])
- 1966 Newley Delivered (Decca LK4654)
- 1966 Newley Recorded (RCA Victor RD7873; RCA Victor LSP-3614)
- 1966 The Genius of Anthony Newley (London PS361)
- 1967 Anthony Newley Sings the Songs from Doctor Doolittle (RCA Victor LSP-3839)
- 1969 The Romantic World of Anthony Newley (Decca SPA45)
- 1970 For You (Bell Records 1101)
- 1971 Pure Imagination (MGM SE4781)
- 1972 Ain't It Funny (MGM/Verve MV5096)
- 1977 The Singers and His Songs (United Artists LA718-G)
- 1985 Mr Personality (Decca Tab 84)
- 1992 Too Much Woman (BBI (CD); GNP/Crescendo 2243)
- 2012 The Last Song - The Final Recordings (Stage Door STAGE 9031)

## Alba (kompilační)
- 1962 This Is Tony Newley (London LL362)
- 1963 Peak Performances (London LL3283)
- 1969 The Best of Anthony Newley (RCA Victor LSP4163)
- 1990 Anthony Newley's Greatest Hits (Deram 820 694)
- 1990 Greatest Hits (Decca)
- 1995 The Best of Anthony Newley (GNP Crescendo)
- 1996 The Very Best of Anthony Newley (Carlton 30364 00122)
- 1997 The Very Best of Anthony Newley (Spectrum Music 552 090-2)
- 1997 Once in a Lifetime: The Collection (Razor & Tie RE 2145-2)
- 2000 A Wonderful Day Like Today (Camden)
- 2000 On a Wonderful Day Like Today: The Anthony Newley Collection (BMG 74321 752592)
- 2000 Decca Years 1959-1964 (Decca 466 918-2)
- 2001 Best of Anthony Newley (Decca)
- 2002 What Kind of Fool Am I? (Armoury)
- 2002 Remembering Anthony Newley: The Music, the Life, the Legend (Prism Leisure)
- 2003 Stop the World! (Blitz)
- 2004 Love Is a Now and Then Thing / In My Solitude (Vocalion)
- 2004 Pure Imagination / Ain't It Funny (Edsel)
- 2005 The Magic of Anthony Newley (Kala)
- 2006 Anthology (Universal/Spectrum)
- 2006 Anthony Newley Collection (Universal/Spectrum)
- 2006 Newley Delivered (Dutton Vocalion)
- 2007 Best of Anthony Newley (Sony)
- 2007 Best of Anthony Newley (Camden)
- 2010 Newley Discovered (Stage Door Records)